# Aksel Schiøtz
Aksel Hauch Schiøtz (Roskilde, 1er septembre 1906 – Copenhague, 19 avril 1975) est un ténor et enseignant danois, plus tard baryton, l'un des grands chanteurs européens de Lieder de la période de l'immédiate après-Seconde Guerre mondiale. Sa courte carrière l'a privé d'une notoriété durable, mais ses enregistrements qui restent légendaires, nous font découvrir une voix lumineuse, au naturel et à la simplicité même.

## Biographie
Schiøtz naît à Roskilde, au Danemark. Il est le fils de l'architecte Carl Schiøtz (1878–1957) et de Marie Hauch (1878–1966). La famille déménage peu après la naissance d'Aksel à Hellerup, au nord de Copenhague. Il étudie le chant avec Agnete Zacharias, Valdemar Lincke et John Forsell (en), un élève de Jussi Björling. Après un master en danois et en anglais en 1930, il enseigne les langues et la musique dans diverses écoles à Roskilde et Copenhague jusqu'en 1938, lorsqu'il abandonne l'enseignement pour se consacrer pleinement à sa carrière de chanteur. Il a 32 ans.
En octobre 1936, il donne son premier récital de Lieder et effectue sa première au Royal Danish Theatre de Copenhague, dans Mozart (Così fan tutte) en 1939 dans le rôle de Ferrando. Sans obtenir une place dans l'institution il chante néanmoins le rôle-titre du Faust de Gounod en 1940 et deux fois le Fidelio de Beethoven. Dès 1938, il enregistre pour HMV et en 1940, il participe à un légendaire enregistrement de l'aria pour ténor du Messie de Haendel. Il refuse de se produire en public pendant l'occupation, mais chante pour les résistants. Au printemps 1943, il donne des concerts en Suède et en Finlande, chantant entre autres le Das Lied von der Erde de Mahler à Göteborg.
En 1945, il subit un accident vasculaire cérébral, suivi d'une opération l'année suivante. David Schroeder écrit dans « Our Schubert » : « La chirurgie à la suite d'un accident vasculaire cérébral, aurait dû mettre un terme à sa carrière en 1945, ayant laissé paralysé un côté de son visage et son cou, mais avec l'encouragement des amis et proches, il a réappris à chanter, devenant un baryton au lieu d'un ténor. »
Au Festival de Glyndebourne, en 1946, il chante en alternance avec Peter Pears dans le rôle du chœur d'homme lors de la création du The Rape of Lucretia de Benjamin Britten où Kathleen Ferrier chantait le rôle-titre. Il participe aussi aux festivals de musique à Édimbourg en 1949, et Perpignan 1951, avec Pablo Casals.
Cependant, plus que comme chanteur d'opéra, Schiøtz est connu pour son interprétation de mélodies danoises et de lieder de Schubert et Schumann, ainsi que des mélodies de Carl Michael Bellman. Durant l'occupation du Danemark par les nazis entre 1940 et 1945, il atteint une grande popularité pour son enregistrement de chansons traditionnelles danoises du XIXe et du début du XXe siècle, correspondant à une forte montée du nationalisme danois. L'interprétation lyrique et sensible d'Aksel Schiøtz de mélodies danoises et sa parfaite maîtrise de la langue ont abouti à une offrande éternelle aux Danois. Il publie en 1951 Sangerens Kunst (Le chanteur et son art, traduction anglaise : New York, Hamish Hamilton, 1970).
De 1955 à 1958 il enseigne comme professeur de musique à l'université du Minnesota, à Minneapolis, puis à Toronto et finalement à l'Université du Colorado à Boulder. En 1968, il est professeur à Copenhague.
En 1960, il reçoit le prix Carl Nielsen et en 1965 le prix Gramex.
Schiøtz meurt à Copenhague en 1975, à l'âge de 68 ans.

## Enregistrements
Schiøtz figure parmi les interprètes plus important de l'après guerre du répertoire du lied, de Mozart, Schubert et Schumann, dont il reste des enregistrements, notamment Die schöne Müllerin et Dichterliebe. Sa voix de ténor avait une qualité naturellement argentée, utilisée avec élégance et sentiment.
- Beethoven, An die Ferne Geliebte (Idis)
- Schubert, Die schöne Müllerin - avec Gerald Moore (novembre 1945, EMI / Preiser Records)[4]
- Schumann, Dichterliebe (EMI)
- Nielsen, mélodies (Pearl)
- Weyse, mélodies (EMI)
- The Complete Aksel Schietz Recordings 1933–1946 - 10 volumes (11CD Danacord 451-460)

## Filmographie
Schiøtz apparaît dans cinq films :
- Jeg har elsket og levet (da) (1940). Rôle de l’étudiant Herman Kramer. Il chante 6 mélodies de Weyse.
- Når bønder elsker (da) (1942). Schiøtz y chante une ballade sur un texte de  Jeppe Aakjær, musique de Kai Normann Andersen (da)).
- Mosekongen (da) (1950).
- Det gamle guld (da) (1951). Aksel Schiøtz chante d'Henrik Rung I Danmark er jeg født.
- Soldaterkammerater (da) (1959). Schiøtz chante de Nielsen Min Pige er saa lys som Rav (ma fille est comme l'or de l'ambre), mais la séquence été coupée.